# 王玉哲
王玉哲（1913年—2005年5月），字维商，河北衡水深县人。先秦史专家。

## 生平
王玉哲1936年考入北京大学，1940年毕业于西南联合大学，1943年北大文科研究所硕士。曾受聘于华中大学，湖南大学等，50年代以后一直执教于南开大学历史系。弟子中不乏专家学者，如朱凤翰等。

## 著作
王玉哲是中国著名的先秦史学家，主要著作有《中国上古史纲》《中国断代史系列－中华远古史》《古史集林》等。